# Krydsfelt (magasin)
 Denne artikel omhandler magasinet "Krydsfelt". Opslagsordet har også en anden betydning, se Krydsfelt.
Krydsfelt var et magasin (ISSN 1604-8482) for de studerende ved Danmarks Tekniske Universitet, DTU, der fra 15. juni 2005 til 2015, udkom hver måned, i undervisningsperioden, på DTU. Ideen med magasinet var bl.a. at udfylde det tomrum, der opstod da det hidtidige studenterblad på DTU, Sletten, udkom for sidste gang 22. juni 2004.
Det var Krydsfelts ønske at virke som inspiration, information og debatmedie, såvel som at vise sider af det mere uformelle miljø på DTU ved at være DTU's uafhængige stemme, der udtaler sig om for eksempel studenterpolitik, faglige projekter, studiemiljø og sociale arrangementer. Krydsfelt henvendte sig til alle studerende og ansatte ved DTU, i alt ca. 10.000.
Krydsfelts redaktion bestod af to lønnede redaktører og en layouter, samt en mængde af frivillige skribenter. Det lå frit for alle studerende og andre interessenter ved DTU at bringe indlæg i Krydsfelt. De blev bragt i det omfang, som pladsen tillod.
Krydsfelt havde et oplag på 4000 stk. og udkom 9 gange om året, og distribueret til 20 standere fordelt på DTU’s Campus, sendt til alle kaffestuer og studerendes væresteder og promoveret jævnligt i kantiner og studenterhuset af sampler piger.